# Adna Romanza Chaffee mlajši
Adna Romanza Chaffee mlajši, ameriški general, * 23. september 1884, Junction City, Kansas, † 22. avgust 1941, Boston, Massachusetts.
Njegov oče, Adna Romanza Chaffee, je bil tudi general Kopenske vojske ZDA.